# Mestes
Mestes település Franciaországban, Corrèze megyében. Lakosainak száma 340 fő (2022. január 1.). Mestes Chirac-Bellevue, Saint-Angel, Saint-Exupéry-les-Roches, Ussel és Valiergues községekkel határos.

## Népesség
A település népességének változása:
| Lakosok száma | 216  | 204  | 263  | 294  | 363  | 357  | 355  | 348  | 345  | 340  |
|               | 1968 | 1982 | 1990 | 2006 | 2013 | 2015 | 2017 | 2019 | 2020 | 2022 |